# 下诺伊基兴
下诺伊基兴是奥地利上奥地利州林茨兰县的一个市镇。总面积21平方公里，总人口1888人，人口密度89.9人/平方公里（2005年）。